# Wapen van de hertog van Norfolk

Wapen van de hertogen van Norfolk als aartsmaarschalk

Het wapen van de hertog van Norfolk bestaat uit vier delen: het wapen, helmteken, schildhouders en motto.

## Blazoenering
- Wapen: Gevierendeeld schild; het eerste kwartier een schild van keel met daarop zes zilveren herkruiste kruizen met spitse voet, drie aan elke kant rond een schuinbalk van zilver, met daarop een gouden schild beladen met een halve leeuw met een pijl door zijn mond in dubbelgebloemde en tegengebloemde smalle binnenzoom, alles van keel (Howard); het tweede kwartier een schild van keel met daarop drie gouden gaande leeuwen getongd en geklauwd van azuur (Plantagenet) en een zilveren barensteel; derde kwartier geschakeerd van azuur en goud (Warenne); het vierde kwartier een schild van keel beladen met een leeuw van goud, getongd en genageld van azuur (Arundel). Achter het schild staan twee gouden maarschalkstaven in de vorm van een Andreaskruis, aan het einde van sabel
- Helmteken: Als eerste een staande leeuw met een zilveren gravenkroon om de nek op een hertogshoed van keel met hermelijnen voering, als tweede een paar vleugels van keel elk gezet met een witte schuinbalk en zes zilveren herkruiste kruizen met spitse voet, drie aan elke kant, op een gravenkroon, als derde een zilveren paard met in zijn mond een eikentak van natuurlijke kleur op een berg van sinopel; de helm staat op een hertogskroon.
- Schildhouders: rechts een zilveren leeuw, getongd en genageld van keel en links een zilveren paard, gehoefd van goud, met in de mond een eikentak in natuurlijke kleur[1]
- Motto: Sola Virtus Invicta (Deugd alleen is onoverwinnelijk)

## Geschiedenis
De eerste hertog van Norfolk, Thomas de Mowbray, was een achterkleinzoon van Thomas van Brotherton, 1e graaf van Norfolk. Deze was een zoon van Eduard I van Engeland, vandaar dat hij het Plantagenet-wapen voerde met een barensteel om een jongere zoon aan te duiden. Vanwege de vererving van het graafschap Norfolk bleef dit wapen in de familie.
De titel hertog van Norfolk ging over naar Thomas' kleinzoon, John Howard. Deze deelde het wapen van Howard met het wapen van Mowbray/Plantagenet..
Thomas Howard, die in 1514 de tweede hertog van Norfolk werd, kreeg een vermeerdering op zijn wapen na de Slag bij Flodden Field, waar hij als aanvoerder de Schotten vernietigend versloeg. De vermeerdering toont een halve leeuw met een pijl door zijn bek, en is een variatie op het wapen van Schotland.
In 1483 werd, naar aanleiding van de verheffing van de zoon van de hertog tot graaf van Surrey, het wapen Surrey (oorspronkelijk het wapen van de familie Warrene, graaf van Surrey) aan het wapen van Norfolk toegevoegd.
In 1580 werd het wapen van de graaf van Arundel aan dat van Norfolk toegevoegd. Dit wapen was oorspronkelijk het wapen van de familie d'Aubigny, de eerste adellijke familie die de titel graaf van Arundel voerden. Dit wapen werd overgenomen door de familie FitzAlan, de opvolgers van de familie d'Aubigny als graaf van Arundel. Na de dood van de 12e graaf werd deze titel, met het wapen, toegekend aan zijn kleinzoon Philip Howard, overgrootvader van de 5e hertog van Norfolk.
De maarschalksstaven die achter het schild staan verwijzen naar de post van Earl Marshal. Het schild van het wapen van de hertog van Norfolk wordt omgeven met het ronde lint van de Orde van de Kousenband als de hertog tot ridder van die orde is geslagen.

hartschild van Thomas van Brotherton, de eerste graaf van Norfolk
schild van het Huis Howard met vermeerdering
wapen van het Huis Howard
Vermeerdering van Thomas Howard
Wapen van Arundel
Wapen van Surrey